# Dennis Irwin

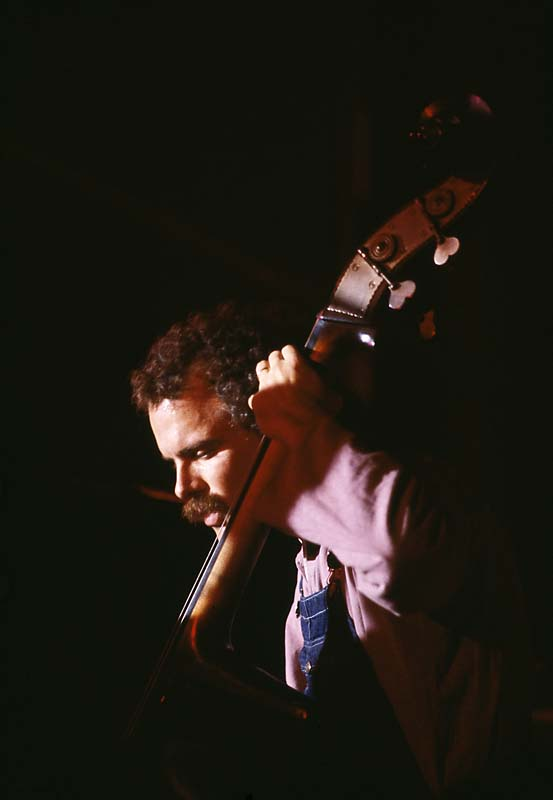
Dennis Irwin

Dennis Irwin (* 28. November 1951 in Birmingham, Alabama; † 10. März 2008) war ein US-amerikanischer Jazz-Bassist. Martin Kunzler zufolge hat er das Spiel auf Darmsaiten in die moderne Bass-Stilistik „übertragen, es perfektioniert und das spezielle Ansprechverhalten von Natursaiten perkussiv zur rhythmischen Intensivierung genutzt wie kein Bassist vor ihm.“

## Leben und Wirken
Irwin, der seit dem neunten Lebensjahr Klarinette lernte, studierte von 1969 bis 1974 an der North Texas State University klassische Musik. Er wechselte während des Studiums zum Kontrabass und spielte in der Universitätsband „Two O’Clock Big Band“.
In Dallas spielte er zu Beginn seiner Musikerkarriere mit dem Pianisten Red Garland, dann zog er nach New York. Dort arbeitete er mit Charles Brackeen und Albert Dailey. 1975 wurde er Mitglied der Band von  Ted Curson. Außerdem begleitete er Jazzsänger wie Jackie Paris, Betty Carter, Annie Ross, Tania Maria und Mose Allison.  Von 1977 bis 1980 war er Mitglied von Art Blakeys Jazz Messengers. Die Jazz Messengers nahmen auch mehrere von Irwins Kompositionen auf wie „Kamal“. Irwin arbeitete außerdem mit Mel Lewis (1981 bis 1990), Stan Getz, Johnny Griffin (1988 bis 1991), Valery Ponomarev, Horace Silver, Jim Snidero, Bennie Wallace sowie mit den brasilianischen Musikern Duduka da Fonseca und Portinho und gelegentlich mit Chet Baker und  Tad Shull. Im Jahr 1992 begann Irwins Zusammenarbeit mit dem Gitarristen John Scofield, zu hören auf den Blue Note Alben „What We Do“, „Hand Jive“ und „Groove Elation“. 2001 war er mit Joe Lovano auf Europatournee.
Seine Lebensgefährtin war die Sängerin Aria Hendricks, Tochter von Jon Hendricks.

## Diskographische Hinweise
Art Blakey and the Jazz Messengers
- Heat Wave (Pony Canyon/After Beat, 1977)
- In this Korner (Concord Jazz, 1978)
- Night in Tunisia (Polygram, 1979)
- Works of Art (Recall, 2002)

Mit Johnny Griffin
- Take My Hand (Who’s Who in Jazz, 1988)
- Woe Is Me (Jazz Hour, 1988)
- The Cat (Antilles, 1990)

Mit Scott Hamilton
- Radio City (Concord Jazz, 1990)
- Organic Duke (Concord Jazz, 1994)
- My Romance (Concord Jazz, 1995)
- Blues Bop & Ballads (Concord Jazz, 1999)
- Ballad Essentials (Concord Jazz, 2000)

Mit John Scofield
- What We Do (Blue Note, 1992)
- Hand Jive (Blue Note, 1993)
- Groove Elation (Blue Note, 1995)

Mit Joe Lovano
- Tones, Shapes and Colors (Soul Note, 1985)
- 52nd Street Themes (Blue Note, 2000)
- On This Day at the Vanguard (Blue Note, 2002)
- Streams of Expression (Blue Note, 2006)